# 李尚智
李尚智（1518年—？），字汝愚，山西潞安府屯留縣人，民籍，明朝政治人物。

## 生平
嘉靖十九年（1540年）庚子科山西鄉試第三十二名舉人。嘉靖二十三年（1544年）中式甲辰科會試第二百二十四名，登第三甲第一百七十九名進士。授直隶清苑县知县，二十七年十一月选授南京山東道試監察御史，二十八年十月實授，轉任山東青州府知府、直隸密雲兵備副使，补四川参政、山东按察使，隆慶元年（1567年）四月升山东右布政使，八月进都察院右佥都御史、巡抚延绥等處，四年三月调保定巡抚，十一月南京礼科给事中张崇伦劾奏其不职，令回籍听勘。

## 家族
曾祖李友；祖父李綱；父李世雷，母趙氏。慈侍下。兄尚仁。弟尚信、尚矩。